# Leptomantis robinsonii
Leptomantis robinsonii là một loài ếch trong họ Rhacophoridae. Chúng được tìm thấy ở Malaysia và Thái Lan.
Các môi trường sống tự nhiên của chúng là các khu rừng ẩm ướt đất thấp nhiệt đới hoặc cận nhiệt đới và đầm nước ngọt có nước theo mùa. Loài này đang bị đe dọa do mất môi trường sống.